# Artem Lobov
Artem Lobov (em russo: Артём Лобов; Nizhny Novgorod, 11 de agosto de 1986) é um lutador irlandês-russo de MMA, atualmente competindo na categoria peso-pena do Ultimate Fighting Championship. Ele foi membro do elenco do The Ultimate Fighter: Team McGregor vs. Team Faber, e chegou à final.

## Carreira no MMA

### Início de carreira
Lobov fez sua estreia no MMA profissional lutando na promoção europeia, Cage Warriors, em novembro de 2010. Ele perdeu na sua estreia profissional para Patrick Vickers, por decisão unânime. Antes de sua aparição no The Ultimate Fighter, ele compilou um cartel profissional de 11-10-1 e uma luta sem resultado. Peso-pena natural, ele também competiu no peso-leve e peso-meio-médio e hoje está no UFC, por ser amigo do Conor Mcgregor, ele também é conhecido como T-Rax, por ser sua envergadura 20 centímetros a menos que o tradicional.

### Absolute Championship Berkut
Lobov enfrentou a super estrela chechena, Rasul Shovhalov, em 31 de janeiro de 2015, no ACB 13. Ele ganhou a luta por finalização no segundo round. 

### The Ultimate Fighter
Para entrar na casa do The Ultimate Fighter, os lutadores competiram em lutas preliminares para avançarem à final. Lobov perdeu nas preliminares para Mehdi Baghdad, no entanto, seu treinador e companheiro de equipe, Conor McGregor, trouxe ele de volta para o reality, pois foi permitido à cada treinador trazer de volta um lutador extra que havia sido derrotado nas preliminares.
Nas eliminatórias, derrotou James Jenkins, dos EUA, por TKO, e repetiu o resultado nas quartas de final, contra Chris Gruetzemacher. Nas semifinais, eliminou Julian Erosa, da Equipe EUA, para avançar para a final, onde lutaria contra Saul Rodgers, da Equipe Europa, membro da SBG, que treina em Manchester, fora do ramo de onde Lobov treina. Devido a problemas no visto, Saul Rogers foi removido da final e foi substituído por Ryan Hall, da Equipe EUA.

### Ultimate Fighting Championship
Lobov enfrentou Ryan Hall, em 11 de dezembro de 2015, e tomou a maior surra, e Ryan recebeu o apelido de domador de T-Rax no The Ultimate Fighter 22 Finale. Hall derrotou Lobov por decisão unânime.
Lobov enfrentou Alex White, em 6 de fevereiro de 2016, no UFC Fight Night 82. Ele perdeu a luta por decisão unânime.
Depois da derrota para White, Lobov estava supostamente em negociações com uma promoção regional da Rússia. Ele recebeu uma outra chance quando foi anunciado que enfrentaria o novato do UFC, Chris Avila, no UFC 202. Lobov ganhou a luta por decisão unânime.
Lobov enfrentou Teruto Ishihara, em 19 de novembro de 2016, no UFC Fight Night 99. Ele ganhou a luta por decisão unânime.
Lobov enfrentou Cub Swanson, em 22 de abril de 2017, no UFC Fight Night 108. Ele perdeu a luta por decisão unânime.

## Cartel no MMA
| Cartel no MMA   |             |             |
| 30 lutas        | 13 vitórias | 15 derrotas |
| Por nocaute     | 4           | 1           |
| Por finalização | 1           | 2           |
| Por decisão     | 8           | 12          |
| Empates         | 1           | 1           |
| No contest      | 1           | 1           |

| Res.    | Cartel      | Oponente         | Método                          | Evento                                                    | Data       | Round | Tempo | Local                  | Notas                                          |
| ------- | ----------- | ---------------- | ------------------------------- | --------------------------------------------------------- | ---------- | ----- | ----- | ---------------------- | ---------------------------------------------- |
| Derrota | 13-15-1 (1) | Michael Johnson  | Decisão (unânime)               | UFC Fight Night: Volkan vs. Smith                         | 27/10/2018 | 3     | 5:00  | Moncton, New Brunswick |                                                |
| Derrota | 13-14-1 (1) | Andre Fili       | Decisão (unânime)               | UFC Fight Night: Cerrone vs. Till                         | 21/10/2017 | 3     | 5:00  | Gdańsk                 |                                                |
| Derrota | 13-13-1 (1) | Cub Swanson      | Decisão (unânime)               | UFC Fight Night: Swanson vs. Lobov                        | 22/04/2017 | 5     | 5:00  | Nashville, Tennessee   | Luta da Noite.                                 |
| Vitória | 13-12-1 (1) | Teruto Ishihara  | Decisão (unânime)               | UFC Fight Night: Mousasi vs. Hall II                      | 19/11/2016 | 3     | 5:00  | Belfast                |                                                |
| Vitória | 12-12-1 (1) | Chris Avila      | Decisão (unânime)               | UFC 202: Diaz vs. McGregor II                             | 20/08/2016 | 3     | 5:00  | Las Vegas, Nevada      |                                                |
| Derrota | 11-12-1 (1) | Alex White       | Decisão (unânime)               | UFC Fight Night: Hendricks vs. Thompson                   | 06/02/2016 | 3     | 5:00  | Las Vegas, Nevada      | Voltou ao peso-pena.                           |
| Derrota | 11-11-1 (1) | Ryan Hall        | Decisão (unânime)               | The Ultimate Fighter: Team McGregor vs. Team Faber Finale | 11/12/2015 | 3     | 5:00  | Las Vegas, Nevada      | Final do The Ultimate Fighter 22 no peso-leve. |
| Vitória | 11-10-1 (1) | Rasul Shovhalov  | Finalização (chave de braço)    | ACB 13: Poland vs. Russia                                 | 31/01/2015 | 2     | 1:32  | Płock                  |                                                |
| Empate  | 10-10-1 (1) | Pawel Kielek     | Empate (majoritário)            | Fighters Arena 10                                         | 22/11/2014 | 3     | 5:00  | Łódź                   |                                                |
| Vitória | 10-10 (1)   | Andrew Fisher    | Nocaute Técnico (socos)         | Cage Warriors 70                                          | 16/08/2014 | 3     | 4:59  | Dublin                 | Luta no peso-pena.                             |
| Derrota | 9-10 (1)    | Michael Doyle    | Decisão (unânime)               | Clan Wars 19                                              | 07/06/2014 | 3     | 5:00  | Belfast                | Pelo cinturão peso-leve do Clan Wars.          |
| Derrota | 9-9 (1)     | Andre Winner     | Decisão (unânime)               | All or Nothing 6                                          | 03/05/2014 | 3     | 5:00  | Leeds                  |                                                |
| Vitória | 9-8 (1)     | Ali Maclean      | Decisão (dividida)              | All or Nothing 6                                          | 03/05/2014 | 3     | 5:00  | Leeds                  |                                                |
| Derrota | 8-8 (1)     | Alex Enlund      | Finalização técnica (mata leão) | Cage Warriors 65                                          | 01/03/2014 | 1     | 2:24  | Dublin                 | Luta no peso-pena.                             |
| Vitória | 8-7 (1)     | Martin Svensson  | Nocaute Técnico (socos)         | Trophy MMA 3: New Year's Bash 2                           | 28/12/2013 | 2     | 3:51  | Malmö                  | Luta no peso-pena.                             |
| Derrota | 7-7 (1)     | Christian Holley | Decisão (unânime)               | OMMAC 19: Vendetta                                        | 30/11/2013 | 3     | 5:00  | Liverpool              |                                                |
| Vitória | 7-6 (1)     | Kamil Gniadek    | Decisão (unânime)               | Immortals Fight Promotions 1                              | 31/08/2013 | 3     | 5:00  | Aberdeen               | Voltou ao peso-leve.                           |
| Vitória | 6-6 (1)     | Andy Green       | Nocaute Técnico (cotoveladas)   | Immortal Fighting Championship 8                          | 08/06/2013 | 1     | ??    | Letterkenny            |                                                |
| Vitória | 5-6 (1)     | Alex Leite       | Decisão (dividida)              | Cage Contender 17: Rooney vs. Philpott                    | 25/05/2013 | 3     | 5:00  | Newry                  |                                                |
| NC      | 4-6 (1)     | Artur Sowinski   | NC (mudado)                     | Celtic Gladiator 5                                        | 22/09/2012 | 3     | 5:00  | Dublin                 |                                                |
| Derrota | 4-6         | Jay Furness      | Decisão (unânime)               | Cage Warriors Fight Night 7                               | 01/09/2012 | 3     | 5:00  | Amman                  | Luta em peso-casado (165 lbs).                 |
| Vitória | 4-5         | Shay Walsh       | Nocaute Técnico (socos)         | OMMAC 14: Bring the Pain                                  | 28/07/2012 | 3     | 0:22  | Liverpool              |                                                |
| Derrota | 3-5         | Araik Margarian  | Decisão (unânime)               | Pancrase Fighting Championship 4                          | 28/05/2012 | 3     | 5:00  | Marseilles-lès-Aubigny |                                                |
| Vitória | 3-4         | Kamil Korycki    | Decisão (unânime)               | Cage Warriors: 46                                         | 14/04/2012 | 3     | 5:00  | Kiev                   |                                                |
| Derrota | 2-4         | Saul Rogers      | Decisão (dividida)              | Budo 3: Rogers vs. Lobov                                  | 05/11/2011 | 3     | 5:00  | Bolton                 |                                                |
| Derrota | 2-3         | Mike Wilkinson   | Nocaute Técnico (socos)         | Raw 1: Enter Colosseum                                    | 11/09/2011 | 2     | 3:52  | Liverpool              |                                                |
| Derrota | 2-2         | Steve O'Keefe    | Finalização técnica (mata leão) | Cage Warriors 43                                          | 09/07/2011 | 3     | 1:24  | London                 | Luta no peso-pena.                             |
| Vitória | 2-1         | Uche Ihiekwe     | Finalização (triângulo)         | OMMAC 10: Step in the Arena                               | 04/06/2011 | 3     | 1:07  | Liverpool              |                                                |
| Vitória | 1-1         | Dave Hill        | Decisão (unânime)               | Cage Warriors 41                                          | 24/04/2011 | 3     | 5:00  | London                 | Luta no peso-pena.                             |
| Derrota | 0-1         | Patrick Vickers  | Decisão (unânime)               | Cage Warriors 39: The Uprising                            | 27/11/2010 | 2     | 5:00  | Cork                   |                                                |

### Boxe sem luvas
| No. | Fim     | Cartel | Oponente     | Tipo | Round | Data         | Local                                   | Notas |
| --- | ------- | ------ | ------------ | ---- | ----- | ------------ | --------------------------------------- | ----- |
| 1   | Vitória | 1-0    | Jason Knight | UD   | 5 (5) | 6 Abril 2019 | Madison Square Garden, Nova Iorque, EUA |       |

### Cartel no TUF
| Cartel no MMA |           |           |
| 2 lutas       | 1 vitória | 1 derrota |
| Por decisão   | 1         | 1         |

| Res.    | Cartel | Oponente           | Método                  | Evento                                            | Data       | Round | Tempo | Local             | Notas                                                                        |
| ------- | ------ | ------------------ | ----------------------- | ------------------------------------------------- | ---------- | ----- | ----- | ----------------- | ---------------------------------------------------------------------------- |
| Vitória | 3-1    | Julian Erosa       | Nocaute Técnico (socos) | The Ultimate Fighter: Team McGregor vs Team Faber | 09/12/2015 | 1     | 1:00  | Las Vegas, Nevada | Semifinal do TUF 22                                                          |
| Vitória | 2-1    | Chris Gruetzmacher | Nocaute (socos)         | The Ultimate Fighter: Team McGregor vs Team Faber | 25/11/2015 | 2     | 3:15  | Las Vegas, Nevada | Quartas de final do TUF 22                                                   |
| Vitória | 1-1    | James Jenkins      | Nocaute Técnico (socos) | The Ultimate Fighter: Team McGregor vs Team Faber | 11/11/2015 | 1     | 4:07  | Las Vegas, Nevada | Eliminatórias do TUF 22                                                      |
| Derrota | 0-1    | Mehdi Baghdad      | Decisão (majoritária)   | The Ultimate Fighter: Team McGregor vs Team Faber | 09/09/2015 | 2     | 5:00  | Las Vegas, Nevada | Eliminado do TUF 22, mas foi trazido de volta pelo treinador Conor McGregor. |